# 吸血鬼男孩
《吸血鬼男孩》（日语：恋して悪魔〜ヴァンパイア☆ボーイ〜）是日本關西電視台製播的電視劇，由中山優馬主演。該劇從2009年7月7日開始，於每週星期二22:00-22:54（日本時間）播出，首集加長15分鐘，播放時間為22:00-23:09，共69分鐘。

## 概要
中山優馬首次在商業電視台主演電視連續劇，他亦是火十最年輕的主演。同時，近藤真彥在11年後再次再次出演關西電視台周二的十點劇場。

## 故事
「雖然是禁止的戀愛。但亦是命運的戀愛。」為主線。在劇中，中山優馬飾演一名吸血鬼黑宮路加。他為了成為一名真正的吸血鬼，於是變身為高中生來到人間，希望藉此吸取人類的血液，使自己能回到屬於自己的世界。但在學校與人類接觸後，他和女英語教師夏川真琴（加藤羅莎）發生了戀情。

## 主要人物

### 吸血鬼
- 黑宮路加(16)：中山優馬（NYC boys）（香港：李致林）

沒有吸人類的血，是半人半吸血鬼！因為正值要長獠牙的時期，而來到了人間尋找獵物。寄宿在新條家。厭惡人類，認為被感情支配的人們是愚蠢下等生物。同時，有怪力、瞬間移動的能力。另一方面，對太陽的光很弱，十字架和蒜也是難對付。十年前與夏川真琴本是一對戀人，曾差點溺死，後來被凱斗救起變成吸血鬼。
- 凱斗：近藤真彥（特別演出）（香港：陳廷軒）

路加的監督官吸血鬼，輔導著第一次來到人間尋找獵物的吸血鬼們！對怎麼也不長獠牙的路加，神出鬼沒裡出現，時候申斥、時候給予勸告。當初視能力的情況對路加說：「趕快吸血返回就行了！」不過，隨著狀況改變，凱斗自己也有什麼秘密的情況。

### 新條家
- 三浦敦子(37)：堀内敬子（香港：黃麗芳）

路加寄宿的新條家的獨生女。在自家店裡（中華料理舖）很受客人的歡迎。發怒的時候是路加也害怕的模樣。五年前丈夫死亡，帶將太回娘家一起生活著。
- 三浦將太(10)：森本慎太郎（傑尼斯Jr.）（香港：陸惠玲）

路加寄宿的新條二朗的孫子，是中華料理舖的吉祥物。把路加當親哥哥一樣的仰慕。
- 新條二朗(67)：伊東四朗（香港：黃子敬）

路加寄宿的新條家主人。凱斗利用魔力，讓新條家深信路加是遠房親戚，並讓路加寄宿這裡。溫暖的守護著敦子和將太。像真的家人一樣的愛路加。

### 光陽學院高中的教職員
- 夏川真琴(25)：加藤羅莎（香港：朱妙蘭）

路加來往的高中英語教師。樂觀地面向前方，好管閒事。「觀察人的笑容是我的幸福」是她的座右銘。孤獨的成長。十年前，初戀（路加）不慎溺斃，可是天生的樂觀使她實現了教育夢。與就職高中的副理事長-藤井雅之正在交往。
- 藤井雅之(27)：姜暢雄（香港：李錦綸）

路加就讀的高中副理事長。支撐作為母親的理事長，有著路加沒有的「成年男人」依靠與和善。對於黑宮路加的出現感到敵意，曾散播真琴與黑加的謠言，對於黑加是吸血鬼的事也大作文章。與真琴正在交往，結婚的日子也將近。
- 藤井咲子(52)：高橋瞳（香港：陸惠玲）

藤井雅之的母親，路加的高中的理事長。對真琴這個媳婦不是很滿意，有時也會表現出來自己的不滿。
- 犬塚 - 綿貫正市（香港：張錦江）

歴史教師。
- 猫田 - 真下有紀（香港：伍秀霞）

教師。

### 光陽學院高中2年3組的學生
- 高木香織(16)：櫻庭奈奈美（香港：楊善諭）

路加的同學，班長，認真老實的優等生。是自己想了什麼卻說不出口的類型。被路加令人難以理解的樣子，以及不膽怯的直接言行吸引。
- 半田宏人(16)：中島健人（B.I.Shadow）（香港：巫哲棋）

喜歡香織。
- 松山直樹(16)：入江甚儀（香港：張裕東）
- 植村智美(16)：岡本玲（香港：羅杏芝）
- 吉岡裕二 - 太賀（香港：張方正）
- 稲葉早紀 - 峯岸南（AKB48）（香港：黃淑芬）
- 斉藤英理子 - 西村優奈
- 品川由佳利 - 森山沙月
- 江口卓巳 - 大和田健介（香港：周良鴻）
- 北村利加 - 小林嵯梨
- 織田信輝 - 染谷将太（香港：曹啟謙）
- 大久保千佳 - 永井杏（香港：成瑤孆）

| - 上島蘭 - 吉谷彩子 - 上野貴子 - 坂田梨香子 - 大崎亞梨沙 - 新穂繪理加 - 大塚典子 - 岡野真也 - 澀谷彩子 - 高田里穗 - 田端華子 - 尾崎千瑛 - 寺門茶茶 - 齊藤繪里奈 - 肥後寧寧 - 原田理央（香港：黃紫嫻） - 目黒百合 - 馬場梨里杏 | - 上杉謙二 - 結城洋平 - 加藤清春 - 五十畑颯斗（香港：麥皓豐） - 島津義一 - 桑野晃輔 - 武田信介 - 山田諒 - 伊逹政之 - 染谷俊之 - 北條廣康 - 尾形卓哉 - 前田利裕 - 深澤大河 - 毛利元氣 - 笠井重 |

### 其他
- 步（終年16、回憶）：中山優馬（香港：李致林）（分飾角色）

真琴的初戀對象。九年前拯救遇溺小孩時不幸身亡。可是十年後卻再度出現（以路加姿態）。
- 小田島 - 深澤敦（香港：陳永信）

中華料理店的常客。
- 吸血鬼 - 瀧口幸廣

在路加之後來到人間界，吸取女性血的吸血鬼。
- 老人 - 市川千惠子、藤堂悠紀子、篠塚登紀子、木下貴夫

老人院「福壽園」裡的老奶奶和老爺爺們。
- 淺井 - 永倉大輔

向敦子求婚的人，不過卻被將太他們誤認為是討債的人。

## 主題曲
- 中山優馬 w/B.I.Shadow《悪魔な恋》（傑尼斯娛樂）

## 製作人員
- 編劇：小川智子、大久保ともみ、半澤律子
- 製作人：豐福陽子（關西電視台）、貸川聰子
- 導演：村上正典、都築淳一、白木啓一郎（關西電視台）、根本和政
- 音樂：菅野祐悟
- 出品：關西電視台

## 播放日期、副題、收視率
| 集數       | 副題       | 副題                       | 編劇         | 導演       | 播放日期       | 關東收視率 | 關西收視率 |
| 集數       | 日文       | 中文                       | 編劇         | 導演       | 播放日期       | 關東收視率 | 關西收視率 |
| ---------- | ---------- | -------------------------- | ------------ | ---------- | -------------- | ---------- | ---------- |
| 1          |            | 禁止的戀愛開端             | 小川智子     | 村上正典   | 2009年07月07日 | 8.5%       | 9.3%       |
| 2          |            | 戀愛的覺醒，血的氣味･･･    | 小川智子     | 都築淳一   | 2009年07月14日 | 7.5%       | 7.4%       |
| 3          |            | 獠牙消失了？二人難過的夜晚 | 大久保ともみ | 根本和政   | 2009年07月21日 | 6.4%       | 7.1%       |
| 4          |            | 16歲求婚和衝擊的事實       | 半澤律子     | 村上正典   | 2009年07月28日 | 6.8%       | 6.9%       |
| 5          |            | 為什麼不可以愛？           | 小川智子     | 都築淳一   | 2009年08月04日 | 5.3%       | 7.6%       |
| 6          |            | 我是人的…!?愛就不能回去    | 半澤律子     | 村上正典   | 2009年08月11日 | 5.5%       | 8.9%       |
| 7          |            | 被認為是禁止的戀愛!!       | 小川智子     | 白木啓一郎 | 2009年08月18日 | 5.9%       | 8.0%       |
| 8          |            | 最強的敵人!!被揭發了原形   | 大久保ともみ | 村上正典   | 2009年08月25日 | 6.8%       | 8.4%       |
| 9          |            | 再見可愛吸血鬼的眼淚       | 半澤律子     | 都築淳一   | 2009年09月01日 | 6.2%       | 6.6%       |
| 10         |            | 初次的接吻，永恆的誓言     | 小川智子     | 村上正典   | 2009年09月08日 | 7.5%       | 9.2%       |
| 平均收視率 | 平均收視率 | 平均收視率                 | 平均收視率   | 平均收視率 | 平均收視率     | 6.69%      | 7.98%      |

### 其他地區首回的收視率
- 福岡 - 7.1%
- 札幌 - 7.5
- 名古屋 - 9.8%

## 作品的變遷
| 關西電視台 週二22點電視連續劇    | 關西電視台 週二22點電視連續劇      | 關西電視台 週二22點電視連續劇 |
| -------------------------------- | ---------------------------------- | ----------------------------- |
|                                  | 吸血鬼男孩 （2009.7.7 - 2009.9.8） |                               |
| 白之春 （2009.4.14 - 2009.6.23） | 時尚女王 （2009.10.13 - 2009.12）  |                               |

| 臺灣 緯來日本台 富士哈日劇 週一至週五 21:00至22:00 | 臺灣 緯來日本台 富士哈日劇 週一至週五 21:00至22:00 | 臺灣 緯來日本台 富士哈日劇 週一至週五 21:00至22:00 |
| -------------------------------------------------- | -------------------------------------------------- | -------------------------------------------------- |
|                                                    | 戀上吸血鬼 （2010.2.8 - 2010.2.19）                |                                                    |
| 腦科學先生 （2010.1.26 - 2010.2.5）                | 童顏刑事 （2010.2.22 - 2010.3.8）                  |                                                    |

| 香港 無綫電視J2台 週五 22:30至23:30      | 香港 無綫電視J2台 週五 22:30至23:30   | 香港 無綫電視J2台 週五 22:30至23:30 |
| ---------------------------------------- | ------------------------------------- | ----------------------------------- |
|                                          | 吸血新人類 （2010.9.24 - 2010.11.26） |                                     |
| 血色星期一II （2010.9.24 - 2010.11.26）  | 粉紅系男孩 （2010.12.3 - 2011.2.18）  |                                     |
| 香港 無綫電視J2台 星期一至五 14:00-14:50 |                                       |                                     |
| 粉紅系男孩 （2012.4.26 - 2012.5.11）     | 吸血新人類 （2012.5.14 - 2012.5.25）  | 武士高校 （2012.5.28 - 2012.6.7）   |